# Pier Ambrogio Curti
Pier Ambrogio Curti (Milano, 2 agosto 1819 – Milano, 16 novembre 1899) è stato uno scrittore, storico, patriota, avvocato e politico italiano.

## Biografia
Pier Ambrogio Curti nacque a Milano il 2 agosto del 1819. Compiuti dapprima gli studi umanistici, entrò nel seminario di Lecco per quelli teologici, ma ben presto si rese conto di avere maggiore interesse per le discipline umanistiche. Abbandonò così la carriera ecclesiastica, e si trasferì a Pavia per studiare diritto.
A Pavia scrisse i Racconti storici danteschi, che pubblicò poi a Milano con il titolo di Storie italiane del XII secolo narrate con la scorta della Divina Commedia. Sempre in questo periodo scrisse La figlia dell'armajuolo, storia milanese del secolo XVI. Iniziò a collaborare con alcune riviste letterarie, iniziando già a manifestare una certa insofferenza verso la dominazione austriaca. Fu ancora in questo periodo (1841) che nacque la sua amicizia con l'attrice Adelaide Ristori, alla quale dedicò nel 1855 una vivace ed affettuosa biografia.
Laureatosi nel 1844, iniziò la pratica forense al Tribunale penale e poi al civile. In quel periodo scrisse il volume Tradizioni e leggende di Lombardia. Conclusa la pratica forense, divenne avvocato.
Il 20 marzo 1848 fu assunto a membro del Comitato di pubblica sicurezza, del quale era presidente Angelo Fava. In quella occasione Pier Ambrogio Curti, cercando di penetrare nel Palazzo di giustizia penale da cui era stato scacciato il presidio militare austriaco con l'intento di eliminare i fascicoli dei processi politici contro gli italiani, vi giunse in tempo per impedire che tutti i detenuti evadessero. In tal modo evitò che un'evasione di massa offuscasse la gloria delle Cinque giornate di Milano. Nell'aprile del 1848 il Curti lasciò il Comitato, e conservò l'ufficio di Consigliere di Grazia per la revisione dei processi penali.
Con la successiva vittoria degli austriaci, Pier Ambrogio Curti fu costretto a riparare in Svizzera con la moglie Matilde Ferrabini; ma costretto poco dopo a rientrare a Milano, subì le prime vendette degli austriaci: il maresciallo Radetzky aveva cassato il suo nome dall'Albo degli avvocati. Fu riammesso tuttavia all'esercizio dell'avvocatura per intercessione di suo padre, creditore nei confronti del conte Pachta, braccio destro del Radetzky e intendente generale dell'esercito Austro-Ungarico.
Tuttavia, nel 1855 il Curti fu sospeso di nuovo dall'avvocatura, avendo subìto un processo politico per “perturbazione della pubblica tranquillità contro il nesso politico dello Stato”, a causa di un articolo in cui criticava il finale del terzo atto dell'opera lirica Il Profeta del Meyerbeer definendolo “la più ladra cosa”, poiché quel finale ricordava le prime battute dell'inno nazionale austriaco.
Nell'estate del 1858 il Curti pubblicò La Madama di Celan, che per le allusioni politiche gli causò molte noie con la polizia austriaca. Questo bel romanzo fu poi ripubblicato in una seconda edizione riveduta nel 1875. In questo periodo fiorì l'amicizia con Ippolito Nievo, che scrisse al Curti nel novembre del 1858, chiedendogli aiuto per la ricerca di un editore disposto a pubblicare Le confessioni d'un italiano.
Nel 1859 il Curti, essendo nuovamente ricercato dalla polizia austriaca per trarlo in arresto, fu costretto a riparare in Svizzera, a Lugano. Raggiunta finalmente l'unità d'Italia e cessate le persecuzioni austriache, dal Collegio di Castiglione delle Stiviere Pier Ambrogio Curti ebbe l'onore di essere eletto deputato al primo Parlamento italiano nel 1867.
Negli anni seguenti, dal 1872 al 1874, pubblicò Pompei e le sue rovine in tre volumi, in cui trattò anche della vita pubblica e privata dei Romani; quindi una versione dei Mimiambi di Publio Siro, per la prima volta tradotti in italiano, e le Escursioni autunnali sotto il titolo Il Lago di Como e il Pian d'Erba. Suoi furono anche due volumi dal titolo Veglie storiche di famiglia editi nel 1869, ed un volume di novelle intime dal titolo: Fiori appassiti. Il suo ultimo lavoro pubblicato nel 1878 fu la Livia Augusta, studio storico in forma di romanzo, ricco di note storiche ed archeologiche.
Si conserva un bel ritratto di Pier Ambrogio Curti eseguito ad olio su tela nel 1874 dal pittore Tranquillo Cremona, in segno di riconoscenza per essere stato difeso con successo in una causa intentatagli contro dal famoso editore Sonzogno, avente ad oggetto il prezzo richiesto per un'opera commissionatagli.
Pier Ambrogio Curti morì a Milano il 16 novembre del 1899 all'età di ottant'anni, vissuti intensamente tra passione politica, impegno professionale ed amore per la cultura classica e per le Lettere.